# بهاجالبور
بهاجالبور رمزها «BG» (بالإنجليزية: Bhagalpur)‏ ، هو تقسيم إداري لدولة الهند تتبع ولاية بيهار (بالإنجليزية: Bihar)‏ ، مركزها هو مدينة بهاجالبور (بالإنجليزية: Bhagalpur)‏ عدد سكانها حسب تعداد سنة 2001 هو 3,032,226 ، مساحتها 2,569 كم² وكثافة السكان 1,180 لكل كم² .

## المناخ
يظهر الجدول التالي التغييرات المناخية على مدار السنة لبهاجالبور:
| البيانات المناخية لـبهاجالبور                              | البيانات المناخية لـبهاجالبور | البيانات المناخية لـبهاجالبور | البيانات المناخية لـبهاجالبور | البيانات المناخية لـبهاجالبور | البيانات المناخية لـبهاجالبور | البيانات المناخية لـبهاجالبور | البيانات المناخية لـبهاجالبور | البيانات المناخية لـبهاجالبور | البيانات المناخية لـبهاجالبور | البيانات المناخية لـبهاجالبور | البيانات المناخية لـبهاجالبور | البيانات المناخية لـبهاجالبور | البيانات المناخية لـبهاجالبور |
| الشهر                                                      | يناير                         | فبراير                        | مارس                          | أبريل                         | مايو                          | يونيو                         | يوليو                         | أغسطس                         | سبتمبر                        | أكتوبر                        | نوفمبر                        | ديسمبر                        | المعدل السنوي                 |
| ---------------------------------------------------------- | ----------------------------- | ----------------------------- | ----------------------------- | ----------------------------- | ----------------------------- | ----------------------------- | ----------------------------- | ----------------------------- | ----------------------------- | ----------------------------- | ----------------------------- | ----------------------------- | ----------------------------- |
| الدرجة القصوى °م (°ف)                                      | 25 (77)                       | 32 (90)                       | 38 (100)                      | 40 (104)                      | 42 (108)                      | 44 (111)                      | 37 (99)                       | 37 (99)                       | 37 (99)                       | 37 (99)                       | 33 (91)                       | 30 (86)                       | 44 (111)                      |
| متوسط درجة الحرارة الكبرى °م (°ف)                          | 17 (63)                       | 18 (64)                       | 23 (73)                       | 20 (68)                       | 27 (81)                       | 24 (75)                       | 25 (77)                       | 27 (81)                       | 19 (66)                       | 20 (68)                       | 18 (64)                       | 17 (63)                       | 21 (70)                       |
| متوسط درجة الحرارة الصغرى °م (°ف)                          | 10 (50)                       | 11 (52)                       | 16 (61)                       | 16 (61)                       | 23 (73)                       | 23 (73)                       | 22 (72)                       | 24 (75)                       | 21 (70)                       | 24 (75)                       | 17 (63)                       | 14 (57)                       | 18 (65)                       |
| أدنى درجة حرارة °م (°ف)                                    | 08 (46)                       | 08 (46)                       | 12 (54)                       | 20 (68)                       | 23 (73)                       | 24 (75)                       | 24 (75)                       | 24 (75)                       | 24 (75)                       | 17 (63)                       | 16 (61)                       | 06 (43)                       | 06 (43)                       |
| الهطول مم (إنش)                                            | 9 (0.4)                       | 15 (0.6)                      | 45 (1.8)                      | 0 (0)                         | 66 (2.6)                      | 72 (2.8)                      | 147 (5.8)                     | 150 (5.9)                     | 243 (9.6)                     | 111 (4.4)                     | 0 (0)                         | 27 (1.1)                      | 885 (35)                      |
| المصدر: Bhagalpur Weather Source = Bhagalpur Precipitation |                               |                               |                               |                               |                               |                               |                               |                               |                               |                               |                               |                               |                               |

## أعلام
- جورميت تشودهاري
- اشوك كومار
- نيها شارما
- أنوب كومار
- راج كمال جها